# Umbe (Lauquíniz)
El Alto de Umbe o, en euskera, Unbe Gaina (Lauquíniz, Vizcaya, España) es una cumbre modesta que separa el Goyerri, al Sur, del valle de Butrón. Cerca de Lauquíniz (51 m) se halla el Castillo de Butrón, abierto con fines turísticos. Este valle es recorrido por el río Butrón que desemboca, tras describir un gran meandro, en la ría de Plencia.

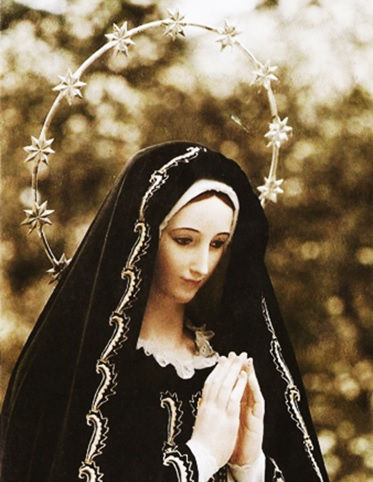
La Virgen de Umbe.

El Alto de Umbe (167 m) es un nudo de caminos que separa el Monte Umbe (295 m) de la larga loma de Munarrikolanda (254 m) que se extiende hacia el Oeste hasta Berango (30 m), y sus repliegues hasta la misma Punta Galea sobre el mar. Este lugar es conocido por los relatos de las apariciones de la Bienaventurada Virgen María, materializada en la imagen de la Virgen Pura Dolorosa de Umbe, lo que ha dado lugar a ser muy visitado por gentes de toda España en la creencia de que el agua de un pozo bendecido por la Virgen María posea capacidades curativas.
La historia de las supuestas apariciones arranca en el año 1941, que es cuando Doña Felisa Sistiaga ve a la Virgen María por vez primera en un rincón de su casa en el Monte Umbe. La siguiente aparición no fue de la Virgen sino de San Pedro, en el año 1968. Para la siguiente aparición hay que esperar a marzo de 1969. A partir de este momento se asegura que al agua del pozo cercano a la casa posee propiedades milagrosas y curativas, y se empiezan a suceder otros encuentros con Felisa Sistiaga en los que es usada como intermediaria para transmitir mensajes al mundo. Los peregrinos comienza a agolparse con objeto de disfrutar del agua de esa fuente que dice sanar males y enfermedades. La última aparición se apunta en el año 1988, siendo 1990 la fecha de fallecimiento de Felisa. Todas estas apariciones, relatadas por su protagonista, no han sido nunca reconocidas como ciertas por la Iglesia católica.
Del alto de Umbe (167 m) la carretera desciende hacia Urdúliz (80 m). Las peñas de Urdúliz culminan con la peña de Santa Marina (207 m), en la que se encuentra una escuela de escalada.
En cualquier caso, la cima se halla totalmente urbanizada y los chalets llegan a situarse a pocos metros del mismo buzón que la señaliza. Al S.E. de la misma se sitúan los llanos de Akarlanda (127 m) convertidos en zona de recreo y esparcimiento. Arranca desde estos lugares el breve cordal que conduce a la cima de la montaña.